# Антіох X Евсеб Філопатор
Антіох X Евсеб Філопатор (д/н — 89 до н. е.) — цар Сирії у 95 до н. е.—89 до н. е., брав участь у боротьбі за владу з іншими представниками династії. Титул «Евсеб» значить «Побожний».

## Життєпис
Походив з династії Селевкідів. Син Антіоха IX, царя Сирії, та Клеопатри IV.
Замолоду брав участь у боротьбі батька із Антіохом VIII. після загибелі батька у 95 році до н. е. оголосив себе царем Антіохом X. Для зміцнення влади одружився зі своєю мачухою та водночас тіткою Клеопатрою Селеною. Того ж року захопив завдав поразки Селевку VI, захопив Антіохію та Сирію. Згодом взяв в облогу місто Мопсуестію, де переховувався Селевк. Ймовірно під тиском Антіоха X його суперника було страчено.
Втім він не зміг повністю захопити усю Сирію: проти нього виступили брати загиблого — Антіох XI Епіфан, Деметрій III Філопатор, Філіпп I Філадельф. У 93 році до н. е. Антіох X втратив Антіохію, проте наступного року переміг Антіоха XI, стративши того. Але боротьба проти інших супротивників тривала (вони закріпилися у Дамаску). Зрештою до Сирії вдерся Мітридат II, цар Парфії. У 89 році до н. е. у боротьбі з цих ворогом Антіох X загинув.

## Родина
Дружина — Клеопатра Селена
Діти:
- Антіох XIII
- Селевк VII, можливо чоловік Береніки IV, цариці Єгипту